# Sergio Ortega Leguias
Sergio Valentín Ortega Leguias (nacido el 18 de abril de 1990) es un exfutbolista panameño que jugó principalmente como lateral izquierdo.

## Trayectoria

### CD Árabe Unido
Se formó en las categorías inferiores del CD Árabe Unido y su debut profesional con el club fue en la Primera División de Panamá el 29 de agosto de 2010 en la victoria 2 a 1 contra el Alianza FC en el Estadio Armando Dely Valdés siendo titular jugando hasta el minuto 62. En la LPF Apertura 2010 jugó 3 partidos llegando hasta semifinales.

### Colon C-3 FC
Fichó por el Colón C-3 Fútbol Club el 1 de julio de 2011 para disputar el debut del club en la Primera División de Panamá. Estuvo en la banca en la LPF Apertura 2011 y la LPF Clausura 2012.

### CD Plaza Amador
El 1 de julio de 2012 fue anunciado como nuevo jugador del CD Plaza Amador. Debutó con el club el 7 de agosto de 2012 en la victoria 3 a 2 contra el Tauro FC en el Estadio Luis Ernesto Cascarita Tapia siendo suplente entrando al minuto 80 por Temistocles Pérez. En la LPF Apertura 2012 jugó 6 partidos llegando hasta semifinales, en la LPF Clausura 2013 jugó 16 partidos y anotó 1 gol, en la LPF Apertura 2013 jugó 11 partidos llegando hasta semifinales, en la LPF Clausura 2014 jugó 17 partidos llegando nuevamente a semifinales, en la LPF Apertura 2014 jugó 17 partidos, en la LPF Clausura 2015 jugó 18 partidos llegando hasta semifinales, en la LPF Apertura 2015 jugó 15 partidos nuevamente llegando hasta semifinales, Salió campeón con el club de la LPF Clausura 2016 en donde jugó 16 partidos, en la Liga de Campeones de la Concacaf 2016-17 jugó 4 partidos quedándose en fase de grupos, quedó subcampeón de la LPF Apertura 2016 en donde jugó 15 partidos, en la LPF Clausura 2017 jugó 17 partidos llegando hasta semifinales, en la Liga Concacaf 2017 jugó 5 partidos llegando hasta las semifinales, en la LPF Apertura 2017 jugó 15 partidos llegando hasta semifinales, en la LPF Clausura 2018 jugó 17 partidos, en el Torneo Apertura 2018 jugó 12 partidos llegando hasta los playoff, en el Torneo Clausura 2019 jugó 9 partidos, en el Torneo Apertura 2019 jugó 16 partidos llegando hasta semifinales, en el Torneo Apertura 2020 sólo jugó 1 partido porque el torneo se canceló por el COVID 19.

## Selección nacional
Su debut con la selección absoluta fue el 25 de octubre de 2017 en la victoria 0 a 5 contra la Granada en el Estadio Atlético Kirani James en un partido amistoso en Granada en donde fue suplente entrando al minuto 57 por Richard Peralta.

## Clubes
| Club            | País   | Año         |
| --------------- | ------ | ----------- |
| CD Árabe Unido  | Panamá | 2010 - 2011 |
| Colón C-3 FC    | Panamá | 2011 - 2012 |
| CD Plaza Amador | Panamá | 2012 - 2020 |

## Palmarés

### Títulos nacionales
| Título           | Club            | País   | Año    |
| ---------------- | --------------- | ------ | ------ |
| Primera División | CD Plaza Amador | Panamá | 2016-C |